# Gramatyka języka interlingua
Gramatyka języka interlingua – opis zjawisk gramatycznych w języku interlingua.
Gramatyka interlingwy jest ekstraktem, najmniejszym wspólnym mianownikiem gramatyk języków kontrolnych, z których wywodzi się interlingua, uproszczonym zarazem przez odrzucenie między innymi rozbudowanej odmiany wyrazów. Nie jest więc językiem sztucznie utworzonym, lecz wyekstrahowanym z języków naturalnych.

## Rodzajnik
Rodzajnikiem określonym jest le:
- le casa (dom)
- le casas (domy)
- le libro (książka)
- le libros (książki)

Przyimki a i de w połączeniu z rodzajnikiem określonym ulegają ściągnięciu:
- a + le = al
- de + le = del

Rodzajnikiem nieokreślonym jest un:
- un casa
- un libro

## Rzeczownik
Rzeczownik nie posiada rodzaju gramatycznego. Jedynie niektóre nazwy osób lub zwierząt mogą mieć końcówkę zależną od płci, -o lub -a:
- amico (przyjaciel) – amica (przyjaciółka)
- cavallo (koń) – cavalla (klacz)

Liczba mnoga jest tworzona za pomocą s. Po końcowej spółgłosce dodawana jest końcówkę -es. Wyraz kończący się na -c ma liczbę mnogą tworzoną za pomocą -ches:
- un libro, duo libros; un catto, duo cattos
- le construction, le constructiones; le vision, le visiones
- le zinc, zinches

Końcówka liczby mnogiej -s nie wpływa na przesunięcie akcentu – pozostaje on na swoim miejscu:
- conversation – conversationes

## Przymiotnik
Przymiotnik jest nieodmienny, bez względu na rodzaj czy liczbę rzeczownika:
- bon matre – dobra matka
- bon filio – dobry syn
- bon casas – dobre domy
- bon libros – dobre książki

Przymiotnik może się pojawiać przed lub po określanym rzeczowniku. Dominuje stawianie przymiotnika po rzeczowniku (jak w języku hiszpańskim), ale krótkie i często używane przymiotniki są stawiane na ogół przed rzeczownikiem:
- incredibile notitias
- notitias incredibile
- un bon homine
- un homine excellente

Przymiotnik może czasem przyjąć końcówkę -s liczby mnogiej, jeśli sam rzeczownik jest nieobecny:
- Io apprecia camisas azur; mi sposa prefere le verdes. – Cenię błękitne koszule; moja żona woli zielone.

Stopniowanie przymiotników odbywa się w sposób regularny za pomocą plus i le plus (w przeciwną stronę za pomocą minus i le minus):
- facile (łatwy) – plus facile (łatwiejszy) – le plus facile (najłatwiejszy)
- grande (duży, wielki) – plus grande – le plus grande
- bon (dobry) – plus bon – le plus bon
- elegante – minus elegante – le minus elegante

Istnieją nieregularne metody stopniowania niektórych przymiotników, często stosowane w tekstach:
- bon (dobry) – melior (lepszy) – optime (najlepszy)
- mal (zły) – pejor (gorszy) – pessime (najgorszy)
- grande – major – maxime

W słowniku interlingwy brakuje przymiotników odpowiadających rzeczownikom takim jak communista, optimista, populista itp. Wówczas rzeczowniki zakończone na -a i -o są używane jako przymiotnik, np. 
- partito communista = partia komunistyczna,
- politico populista = populistyczny polityk,
- persona optimista = optymista,
- flor bronzo = brązowy kwiat.

Co prawda Gramatyka interlingwy zabrania używania rzeczowników jako przymiotników tak jak ma to miejsce w j. ang., ale Słownik interlingwy i Gramatyka interlingwy zdają się akceptować takie użycie, gdyż zawierają przykłady takie jak papiro moneta (= pieniądz papierowy) czy arbore nano (= karłowate drzewo). 

## Przysłówek
Przysłówki regularne są tworzone od przymiotników przez dodanie -mente albo, po końcowym -c, przez dodanie -amente:
- grande, grandemente
- felice, felicemente
- physic, physicamente

Istnieje wiele przysłówków pierwotnych, które nie są wywodzone z przymiotników:
- troppo fatigate – zbyt zmęczony
- sempre de mal humor – zawsze w złym humorze

Przysłówki są stopniowane analogicznie do przymiotników, w sposób regularny lub nieregularny:
- facilemente – plus facilemente – le plus facilemente
- ben (dobrze) – melio – le melio

## Zaimek
| Osobowe            | Dopełniaczowe | Po przyimku                      | Dzierżawcze   |
| ------------------ | ------------- | -------------------------------- | ------------- |
| io, yo*, ego* (ja) | me (mnie)     | me (np. con me, sin te, pro nos) | mi(e) (mój)   |
| tu (ty)            | te (ciebie)   | te                               | tu(e) (twój)  |
| ille (on)          | le (jego)     | ille                             | su(e) (jego)  |
| illa (ona)         | la (ją)       | illa                             | su(e) (jej)   |
| illo (ono)         | lo (je)       |                                  | su(e) (jego)  |
| il (bezosobowy)    | –             | –                                | –             |
| on (nieokreślony)  | uno           | un                               | su(e)         |
| nos (my)           | nos (nas)     | nos                              | nostre (nasz) |
| vos (wy)           | vos (was)     | vos                              | vostre (wasz) |
| illes (oni)        | les (ich)     | illes                            | lor(e) (ich)  |
| illas (one)        | las (je)      | illas                            | lor(e) (ich)  |
| illos (one)        | los (je)      | illos                            | lor(e) (ich)  |

*Yo oraz ego są rzadko używane. Ego pochodzi od słów takich jak egoismo, egoista. Yo jest prawdopodobnie zapożyczeniem z occidentalu.   
Illo(s) dotyczy rzeczy lub zwierząt, których płeć nie jest znana:
- Mi casa- Illo es belle. Mój dom- Jest piękny.

Il jest używane w konstrukcjach bezosobowych:
- Il pluve. – Pada.
- Il ha un problema. (= Un problema existe.) – Jest problem.

On jest używane dla nieokreślonych osób:
- On parla francese in Belgica. (= Francese es parlate in Belgica.). – W Belgii mówi się po francusku.

Istnieją dwie formy zaimka dzierżawczego:
- Forma krótsza jest używana przed rzeczownikiem bez rodzajnika:
  - Mi casa, mi grande casa. – Mój dom, mój duży dom.

- W innych sytuacjach używa się dłuższej formy:
  - Le mie casa. – Mój dom.
  - Deo mie! – Boże mój!
  - Tu casa es major que le mie. – Twój dom jest większy niż mój.

Zaimek zwrotny się ma postać se (lavar se, brossar se), odmienianą przez osoby:
- Io me lava. – Ja się myję.
- Tu te lava. – Ty się myjesz.
- Illa se lava. – Ona się myje.
- Nos nos lava. – My się myjemy.
- Vos vos lava. – Wy się myjecie.
- Illes se lava. – Oni się myją.

## Czasownik

### Koniugacja
Czasowniki kończą się na -ar (ogromna większość), -er (pewna ilość czasowników, w tym szereg często używanych) lub -ir (bardzo niewiele). Nie są odmieniane przez osoby – po odjęciu końcowej litery -r uzyskuje się czas teraźniejszy dla wszystkich osób w obu liczbach. Podobnie jest w innych czasach.
Koniugacja w interlingwie jest łatwiejsza w porównaniu z językami naturalnymi, zwłaszcza takimi, jak łacina, francuski, niemiecki czy języki słowiańskie. Znając wyrazy i podane w tabeli zasady, poznaje się natychmiast całą koniugację:
| Bezokolicznik                                                | cantar (śpiewać)         | creder (sądzić, wierzyć)               | partir (wychodzić)                       |
| ------------------------------------------------------------ | ------------------------ | -------------------------------------- | ---------------------------------------- |
| Czas teraźniejszy (Presente) & Tryb rozkazujący (Imperativo) | canta (śpiewa, śpiewaj)  | crede (wierzy, wierz)                  | parti (wychodzi, wychodź)                |
| Czas przeszły (Passato)                                      | cantava (śpiewał)        | credeva (wierzył)                      | partiva (wyszedł)                        |
| Czas przyszły (Futuro)                                       | cantara (będzie śpiewać) | credera (będzie wierzył)               | partira (wyjdzie)                        |
| Tryb warunkowy (Conditional)                                 | cantarea (śpiewałby)     | crederea (wierzyłby)                   | partirea (wyszedłby)                     |
| Imiesłów czasu teraźniejszego (Participio Presente)          | cantante (śpiewając)     | credente (wierząc)                     | partiente (wychodząc) (zamiast partinte) |
| Imiesłów czasu przeszłego (Participio Passate)               | cantate (śpiewawszy)     | credite (wierzywszy) (zamiast credete) | partite (wyszedłszy)                     |

Pewne nieliczne czasowniki mające końcówkę -er tworzą imiesłów czasu teraźniejszego za pomocą -iente:
- reciper – recipiente

Bezokolicznik może być użyty jako rzeczownik, imiesłów jako przymiotnik:
- le volar del aves (= le volo del aves) – latanie ptaków
- un influentia predominante – przemożny wpływ
- le anno passate – ubiegły rok

### Czasy złożone
Czasy przeszłe złożone (tempores perfecte) tworzy się za pomocą czasownika haber i imiesłowu czasu przeszłego:
- io ha parlate – mówiłem
- ille habeva vidite – widział (był).

Używa się ich wszędzie tam, gdzie w języku angielskim używa się ich odpowiedników. Użycie czasu present perfect w interlingwie nie jest tak restrykcyjne jak w angielskim i czas ten ma takie samo znaczenie jak czas przeszły prosty np. 
- Lodovico Dece-Sex ha perdite su capite = Lodovico Dece-Sex perdeva su capite[4].

Czas przyszły złożony tworzy się za pomocą czasownika va i bezokolicznika. Jego znaczenie jest identyczna jak czasu przyszłego prostego. 
- Io va leger = Io legera.
- Illas va ir al cinema = Illas vadera al cinema.

Niektóre źródła sugerują, że wzorem języków romańskich powinien on pełnić rolę czasu przyszłego natychmiastowego. 
Czasownik va oraz imiesłów czasu teraźniejszego tworzą quasi-czas teraźniejszy, np.  
- Le climate de Alaska va deveniente plus benigne = Klimat Alaski staje się [kontynuuje stawanie się] bardziej łagodny[6].

Gramatyka interlingwy nie komentuje jego użycia. Ilustruje go tylko jednym przykładem. 

### Strona bierna
Tryb bierny tworzy się za pomocą czasownika esser i imiesłowu przeszłego:
- Le joco es vidite per milles de personas. – Gra jest oglądana przez tysiące ludzi.
- Isto essera facite per me. – To będzie zrobione przeze mnie.

Te dwa czasowniki mogą być mieszane w bardziej złożonych konstrukcjach:
- Quando ille arrivara, su vestes ja habera essite lavate. – Gdy on przybędzie, jego ubrania będą już uprane.

## Czasowniki nieregularne
| Formy nieregularne esser | Formy nieregularne esser | Formy nieregularne esser | Formy nieregularne esser | Formy nieregularne esser |
| ------------------------ | ------------------------ | ------------------------ | ------------------------ | ------------------------ |
|                          | L. poj.                  | L. poj.                  | L. mn.                   | L. mn.                   |
| 1. os.                   | 2-3 os.                  | 1. os.                   | 2-3 os.                  |                          |
| czas teraźniejszy        | so                       | es                       | somos                    | son                      |
| czas przeszły            | era                      | era                      | era                      | era                      |
| czas przyszły            | sera                     | sera                     | sera                     | sera                     |
| tryb warunkowy           | serea                    | serea                    | serea                    | serea                    |
| tryb rozkazujący         | sia                      | sia                      | sia                      | sia                      |

Czasowniki esser (być), haber (mieć) i vader (iść) mają w czasie teraźniejszym powszechnie używane formy alternatywne:
- es zamiast esse
- ha zamiast habe
- va zamiast vade

Oprócz tego esser i vadder mają jeszcze inne, rzadko używane formy nieregularne. Formy nieregularne esser to
- so[7] = jestem,
- son = jesteśmy, jesteście, są,
- somos = jesteśmy,
- era = esseva,
- sera = essera,
- serea = esserea,
- ser = esser.

| Formy nieregularne vader | Formy nieregularne vader | Formy nieregularne vader | Formy nieregularne vader |
| ------------------------ | ------------------------ | ------------------------ | ------------------------ |
|                          | L. poj.                  | L. mn.                   | L. mn.                   |
| 1. os.                   | L. poj.                  | 2-3 os.                  |                          |
| czas teraźniejszy        | va                       | vamos                    | van                      |
| czas przeszły            | vadeva                   | vadeva                   | vadeva                   |
| czas przyszły            | vadera                   | vadera                   | vadera                   |
| tryb warunkowy           | vaderea                  | vaderea                  | vaderea                  |
| tryb rozkazujący         | vade                     | vade                     | vade                     |

Oprócz tego sia jest trybem rozkazującym i łączącym esser:
- Sia felice! – Bądź szczęśliwy.
- Io non crede que ille sia folle. – Nie wierzę, żeby on był szalony.

Formy nieregularne vader to:
- van = idziemy, idziecie, idą,
- vamos = idziemy.

## Czasowniki z obocznością tematu
Pewna niewielka ilość czasowników zakończonych na -ar oraz -ir oraz bardzo wiele czasowników zakończonych na -er posiada oboczność tematu, która występuje w wyrazach pochodnych, np. 
- ager (= działać) -> -ag-/-act- -> actor (= ktoś kto działa, aktor), action (= działanie)[a].
- traher (= ciągnąć) -> -trah-/-tract- -> tractor, attraction[b],
- producer (= produkować) -> -duc-/-duct- -> producto, production[c],
- corriger (= poprawiać) -> -rig-/-rect- -> correcte, correction[d],
- sentir (= czuć) -> -sent-/-sens- -> senso, sensor,[e]
- coperir (= zakryć) -> -per-/-pert- -> copertura (= zakrycie).

Oboczności te istniały już w łacinie klasycznej, a z niej weszły do języków europejskich. Są wymienione w słowniku Interlingua-angielski. Oboczne tematy wraz z dodaną końcówką -e mogą służyć jako imiesłowy czasu przeszłego we wszystkich zastosowaniach, wliczając w to tworzenie czasów złożonych , np.
- Ille es absorbite in su labor = Ille es absorpte in su labor.
- Io ha facite = Io ha facte.
- Io ha legite un libro = Io ha lecte un libro.

- Ille ha assumite le nomine de su femina = Ille ha assumpte le nomine de su femina.
- In le campania on non se senti subjicite al haste del vita moderne = In le campania on non se senti subjecte al haste del vita moderne.

Użycie imiesłowów nieregularnych nie jest popularne, jednak zdarza się, że są używane.